# Ринальдо да Сиена
Ринальдо да Сиена (итал. Rinaldo da Siena, работал в Сиене в последней четверти XIII века) — итальянский художник.

## Биографические сведения

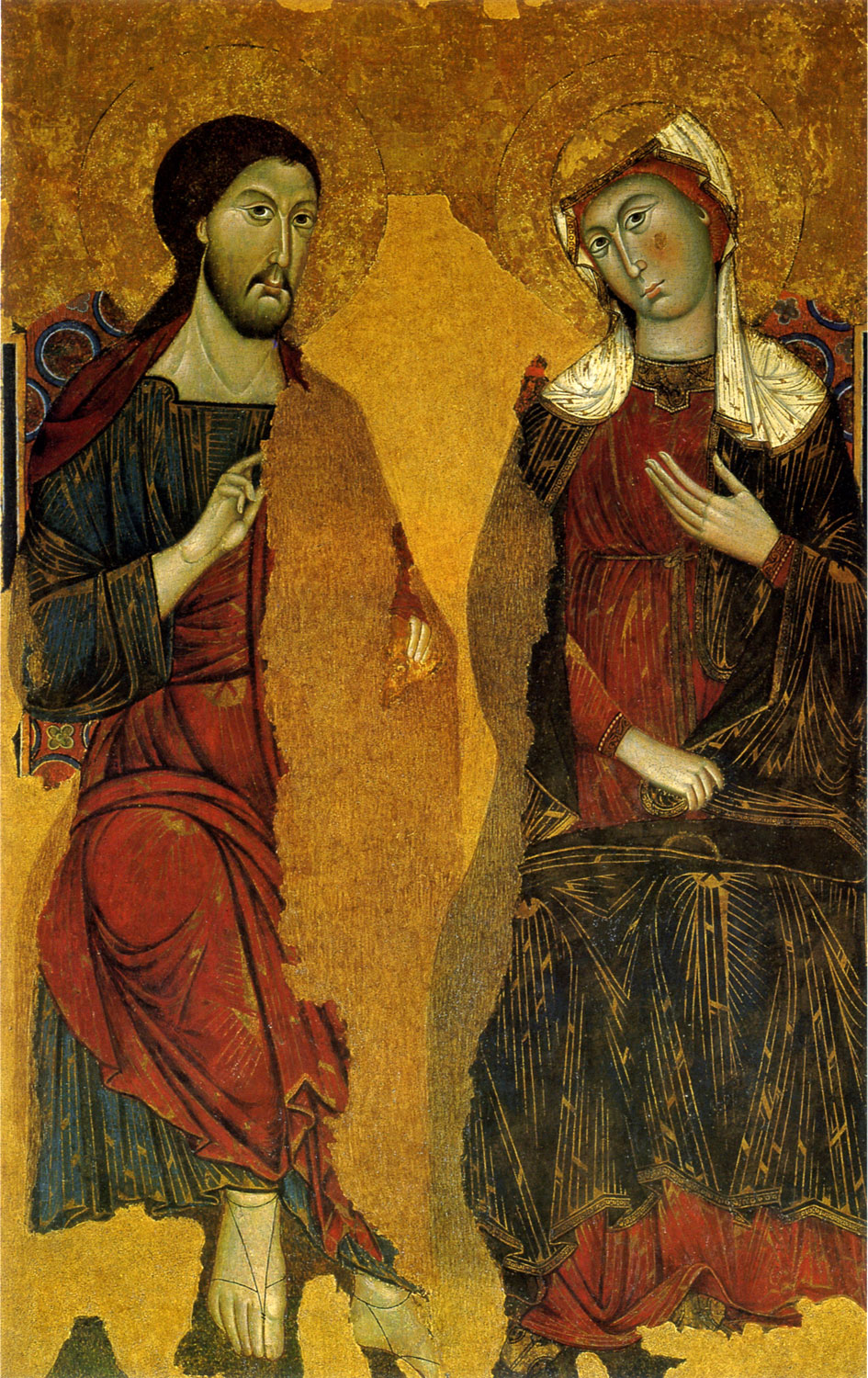
Ринальдо да Сиена. «Мадонна и Христос на троне». ок. 1270 г. Сиена, ц. Конвенто ди Клариссе

Круг произведений, который сегодня приписывается Ринальдо да Сиена, ранее числился за анонимным мастером, известным как Мастер Клариссинок, имя которого, в свою очередь, происходит от иконы, изображающей «Мадонну и Христа на троне» из сиенской церкви Конвенто ди Клариссе (Конвент Клариссинок). Новая атрибуция принадлежит известному итальянскому учёному Лучано Беллози.
В архивных документах имя Ринальдо встречается несколько раз с 1274 по 1281 год. Сохранился документ, датированный февралём 1274 года, согласно которому муниципалитет Сан Джиминьяно выплатил 4 лиры «Rinaldus pittor de Senis» («художнику Ринальдо из Сиены») за фреску на внешней стороне храма, обращённой к главной площади. От 1277, 1278 и 1281 годов сохранились документальные свидетельства о том, что сиенский муниципалитет и Совет Пятнадцати неоднократно заказывали Ринальдо изготовление таволетта — расписных деревянных обложек для бухгалтерских книг главного финансового ведомства Сиены — Биккерны. Одна из этих работ с портретом «Дона Бартоломео Алесси монаха Сан Гальгано» находится в Художественной галерее Берлина.

## Станковые произведения
Ринальдо был современником Гвидо да Сиена, и в его работах прослеживаются некоторые черты влияния последнего. Однако по мнению большинства экспертов наибольшее влияние на художника имело творчество Коппо ди Марковальдо и Чимабуэ. Кроме иконы из ц. Конвенто ди Клариссе, ему приписывается расписной крест из городского музея в Сан Джиминьяно, который отмечен не совсем обычной иконографией: на окончаниях правого и левого луча креста изображены полуфигуры пророков, а гримаса на лице Христа выглядит ещё более страдальческой, чем на кресте Чимабуэ из церкви Сан Франческо в Ареццо.
К 1260-70 м годам учёные относят создание образа «Мадонна с младенцем и Распятие» из Лондонской Национальной галереи. В нижнем регистре картины художник изобразил Мадонну держащую младенца-Христа и по сторонам — Благовещение, в верхнем регистре Распятие и ангелов, трубящих о наступлении Судного дня.
Триптих из музея Чарторыских, Краков («Мадонна с младенцем», «Распятие» и «Оплакивание»), ранее также считали произведением Мастера Клариссинок, а его создание относили к 1290 м годам. После опубликования работы Беллози датировка была пересмотрена — ныне считают, что он был расписан в 1270-х годах.
Довольно крупный алтарный образ (так наз. «доссаль») из коллекции Кресса (ныне в Музее Брукса, Мемфис; размер — 190х100 см) был создан приблизительно в 1285 году, через пятнадцать лет после иконы из Конвента Клариссинок. На нём художник изобразил Мадонну с младенцем и четырёх святых — (слева направо) Магдалину, архиепископа Савиния (покровителя Сиены), Иоанна Богослова и Маргариту Антиохийскую. Среди сиенских древностей сохранилось всего три алтарных образа такой архаичной формы, два из них находятся в Сиенской Пинакотеке.
Итальянский ученый Фердинандо Болонья приписывает Ринальдо фрески с изображением «Истории Ноя» и «Жертвоприношения Исаака» в Верхней церкви Сан Франческо в Ассизи. Стиль этих фресок подтверждает их сиенское происхождение. Другим крупным проектом, в котором Ринальдо принял участие, были росписи крипты Сиенского собора, случайно открытые в 2001 году. После попыток приписать эти фрески какому-то одному художнику специалисты всё более склоняются к тому, что это произведение — коллективный труд сиенской мастерской, в работе которой приняли участие Гвидо да Сиена, Детисальви ди Спеме, Ринальдо да Сиена и, вероятно, молодой Дуччо ди Буонинсенья.

## Миниатюра
Ринальдо занимался также книжной миниатюрой. Ему приписываются иллюстрации к трактату Публио Флавио Вегецио Ренато, посвященному ветеринарии, который был заказан Пьеро деи Медичи, а ныне хранится во флорентийской библиотеке Медичеа Лауренциана. Другой иллюстрированный манускрипт, миниатюры которого связываются с именем Ринальдо — «Книга правления князей» Эгидио Романо (Национальная библиотека Франции, Париж). Ему также приписывают два листа из неизвестного «Градуала», на одном из которых изображена «Буква G и Св. Франциск принимающий стигматы» (Собрание Пола Гетти, Лос Анджелес), на другом «Буква I и Св. Антоний Падуанский» (Частное собрание, Милан). В отличие от религиозных картин, предназначавшихся для церквей, миниатюры художника демонстрируют большую изобретательность и свободу.
Все известные сегодня произведения показывают, что творчество Ринальдо да Сиена находилось под влиянием ведущих мастеров его эпохи — Гвидо да Сиена, Коппо ди Марковальдо и Чимабуэ; оно в известной мере было переходной стадией от следования византийским образцам к созданию сиенской готики, которая в лучшем виде представлена в работах Дуччо и Симоне Мартини.

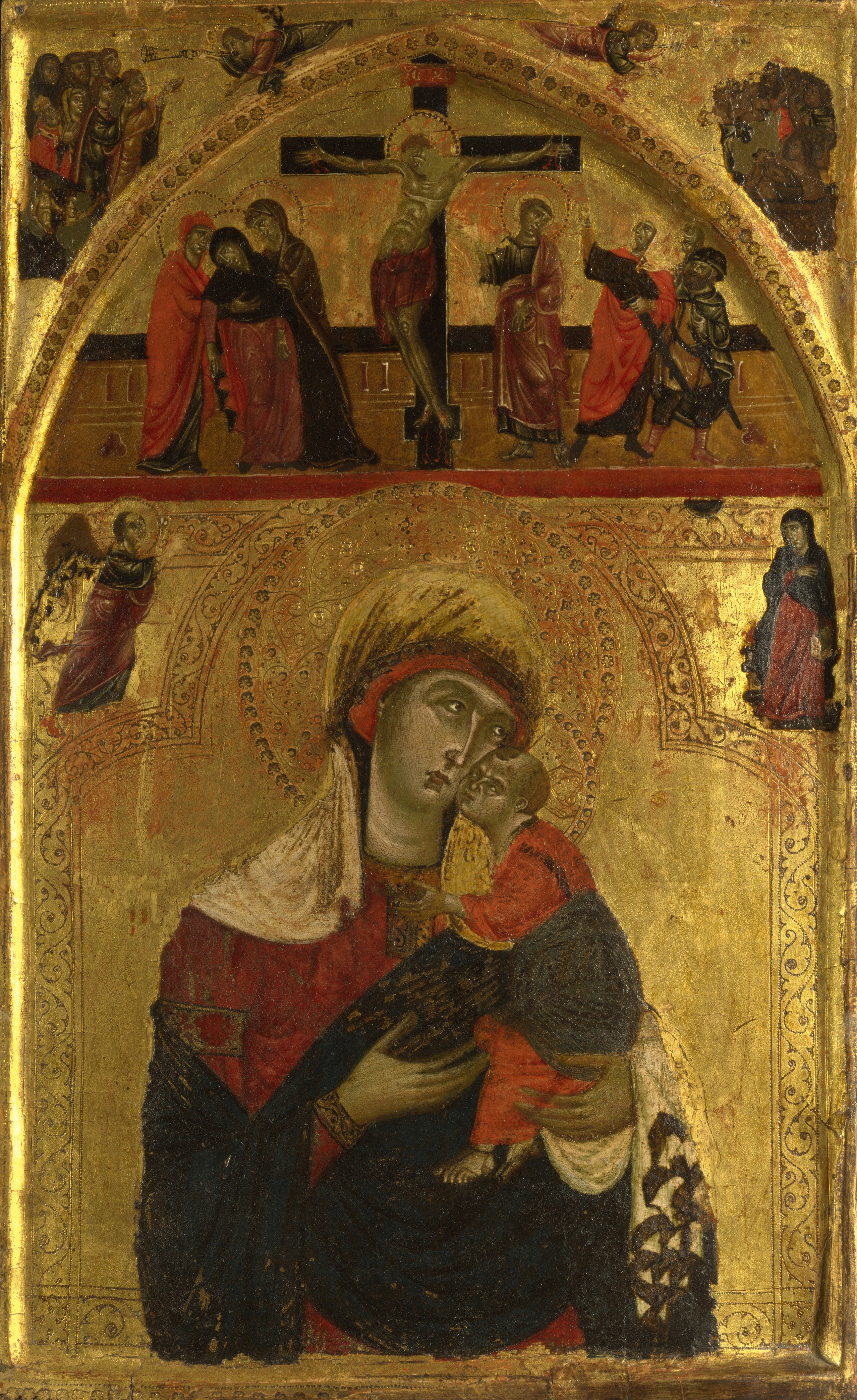
Мадонна с младенцем и Распятие. ок. 1265-75гг, Национальная галерея, Лондон
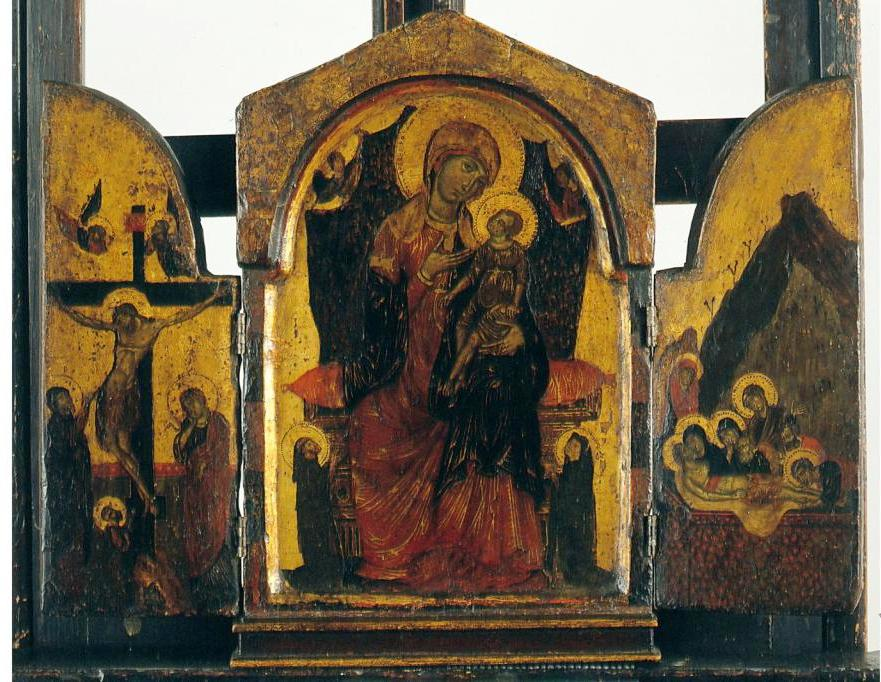
Триптих из Музея Чарторыских. ок. 1270г, Краков, Музей Чарторыских
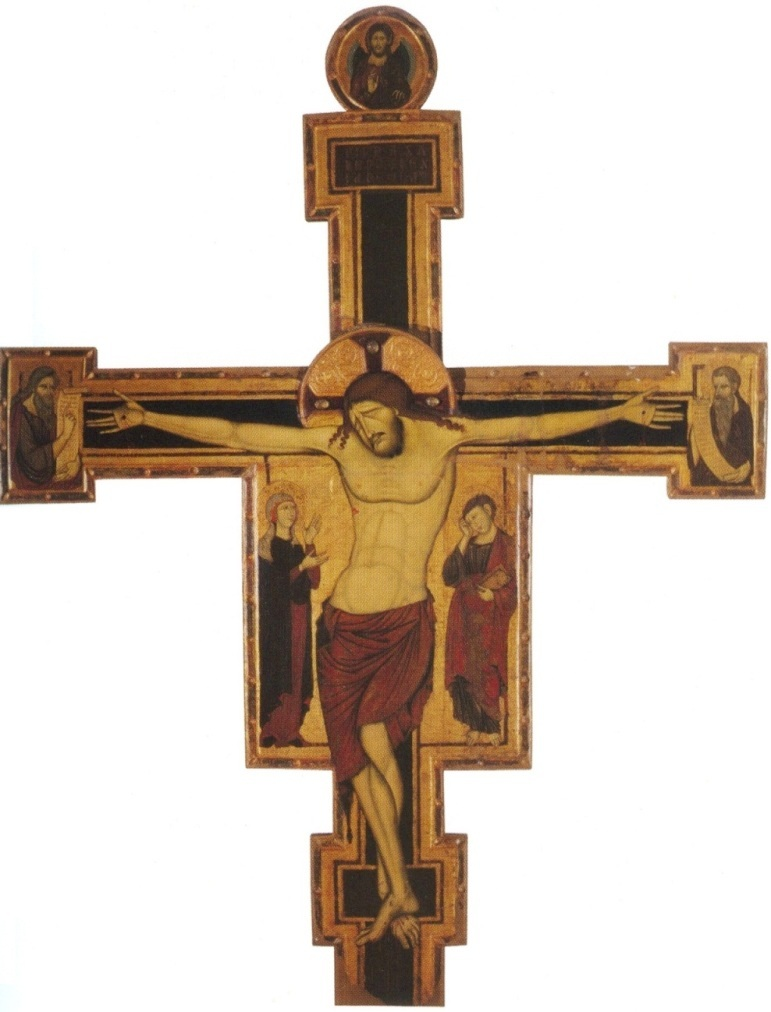
Распятие с пророками Исайей и Иеремией. ок. 1270-80гг, Сан Джиминьяно, Пинакотека.
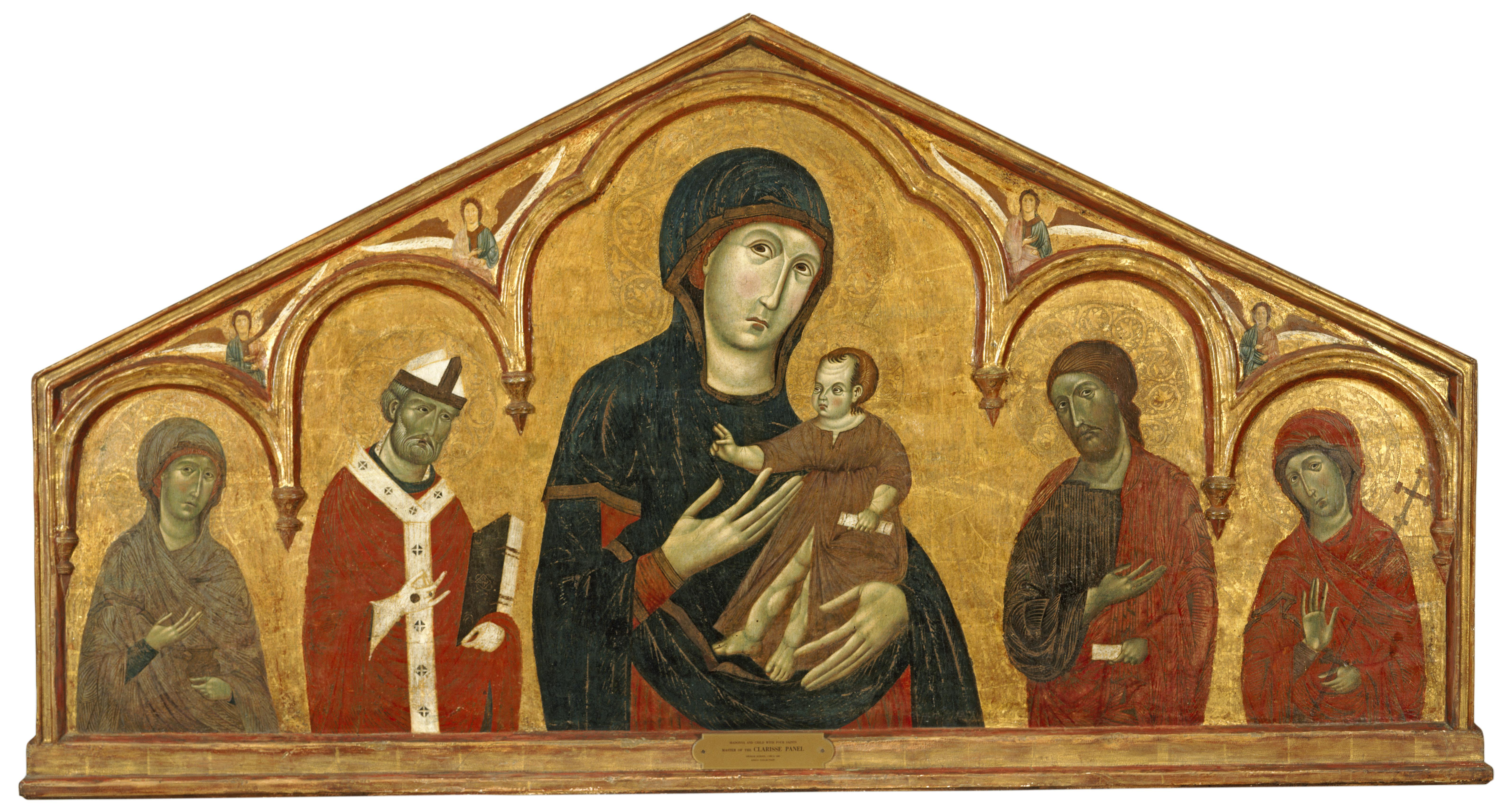
Мадонна с младенцем и четверо святых. ок. 1285г, Музей Брукс, Мемфис
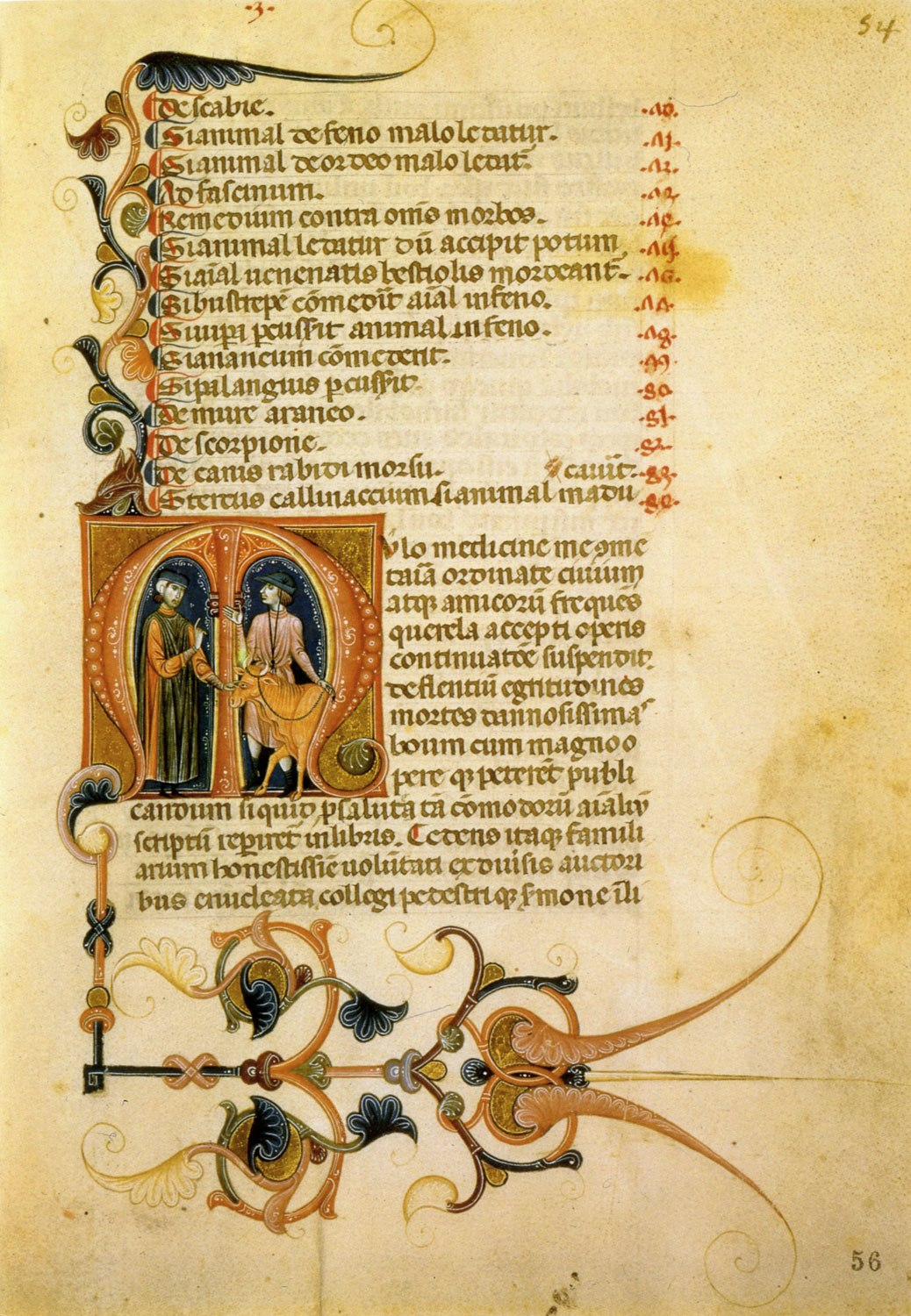
Лист из трактата по ветеринарии. ок. 1278г, Библиотека Медичеа Лауренциана, Флоренция.
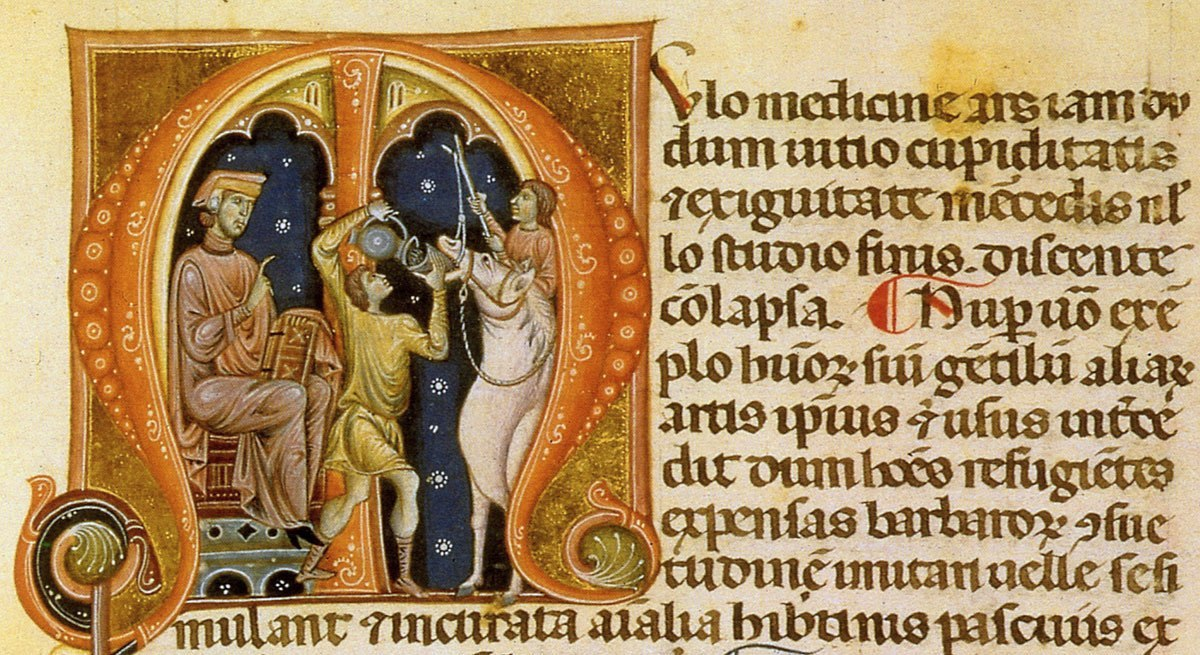
Миниатюра из трактата по ветеринарии, деталь. ок. 1278г, Библиотека Медичеа Лауренциана, Флоренция.
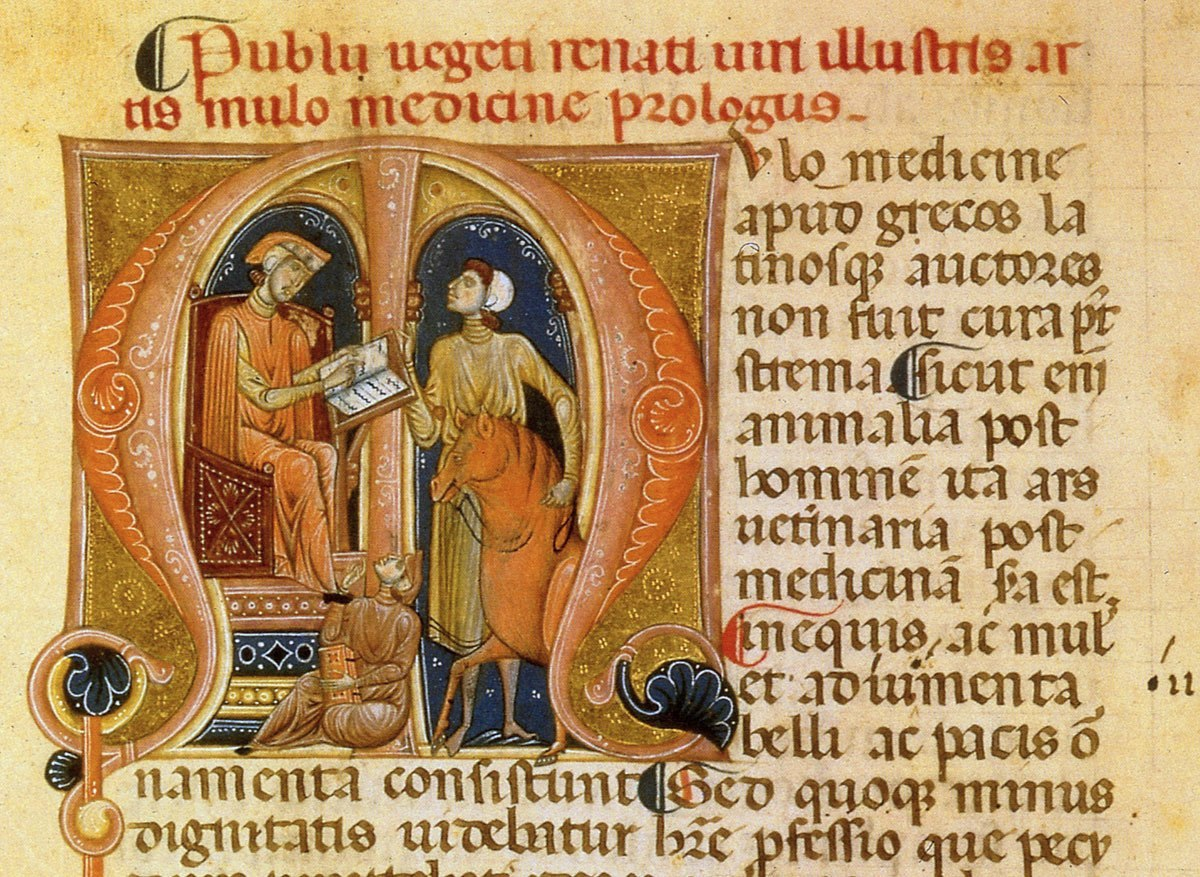
Миниатюра из трактата по ветеринарии, деталь. ок. 1278г, Библиотека Медичеа Лауренциана, Флоренция
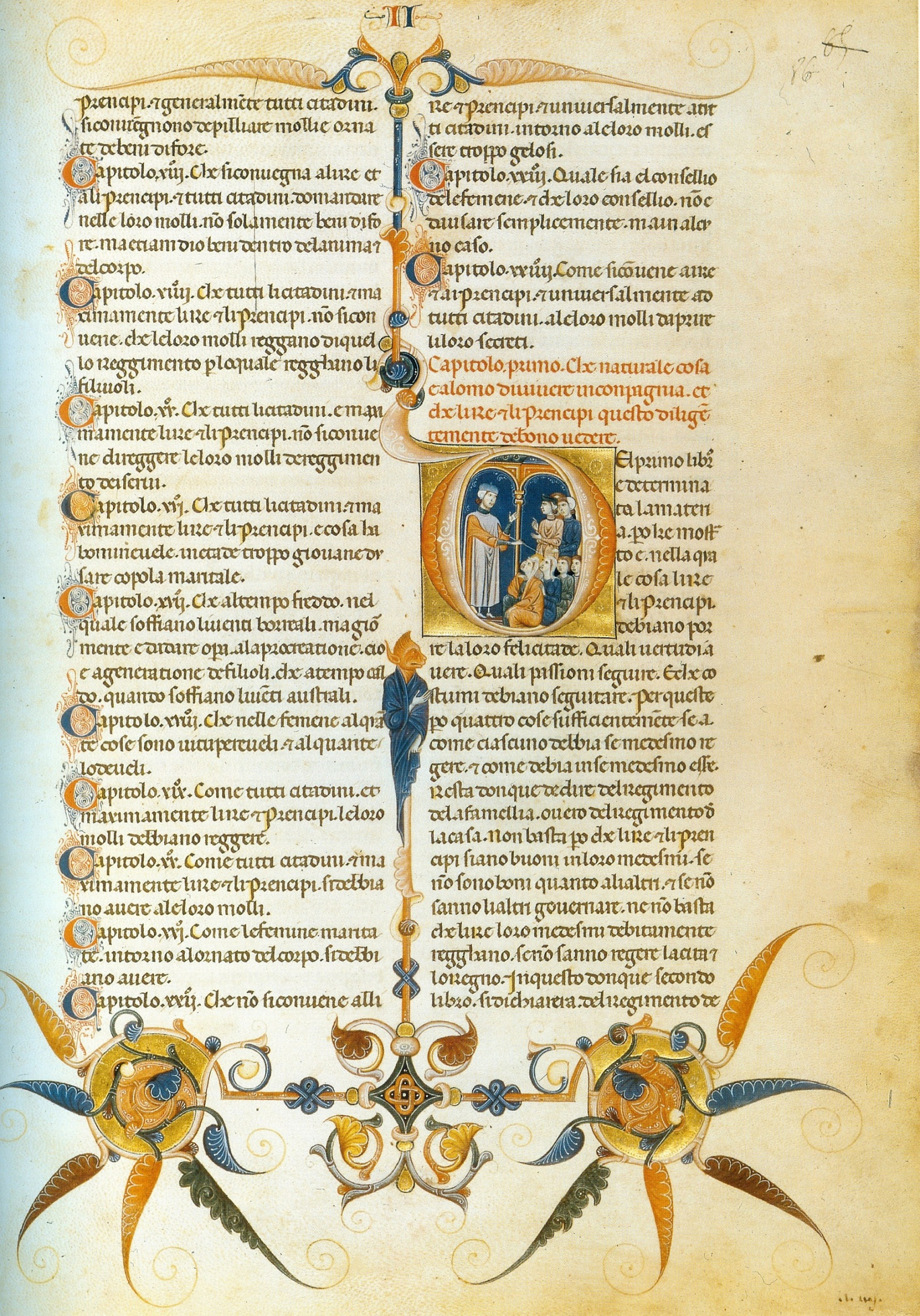
Лист из "Книги правления князей" Эгидио Романо. ок.1280г., Национальная библиотека, Париж